# 京都府立鳥羽高等学校
京都府立鳥羽高等学校（きょうとふりつとばこうとうがっこう）は、京都府京都市南区西九条大国町に所在する公立高等学校。
略称は鳥羽高　(とばこう)。

## 概要
終戦直後に廃校となった旧制京都二中・府立洛南高校の旧校地に、京都府立朱雀高等学校鳥羽分校（定時制）として存続していた旧制上鳥羽中学校の後身校を包括する形で1984年に新設された。府立鳥羽高校という校名はこの定時制課程が単独校であった時期に名乗っていたもので、厳密には二代目としての復活となる。
教育機関としての歴史的連続性はまったくないものの、校地及び校舎を継承しているため京都二中の後継校として扱われることもあり、公式サイトの学校案内にも二中創立以来の沿革が掲載されている。また同窓会も世代を超えて合同で運営されている。

## 沿革

### 京都府第二中学校～京都府立洛南高等学校
- 1900年4月 - 京都府第二中学校として創立[1]。
- 1900年9月 - 京都府立第二中学校と改称[要出典]。
- 1915年 - 野球部が第1回全国中等学校優勝野球大会で優勝[2]。
- 1918年4月 - 京都府立京都第二中学校と改称[要出典]。
- 1947年5月 - 校内に新制京都市立洛南中学校が設置され、府立の旧制中学校と市立の新制中学校の併置となる。
- 1948年4月 - 学制改革により京都府立洛南高等学校[3]と改称。
- 1948年10月15日 - GHQによる新制中学校への校舎明け渡し命令により廃校となり、在校生は近隣の新制高等学校に振り分けられた。校舎および校地は市立洛南中学校に引き継がれ、1983年3月まで使用された。

### 京都府立夜間中学～京都府立上鳥羽中学校～京都府立鳥羽高等学校（初代）
- 1935年 - 京都第二中学校内に、府下初の夜学として京都府立夜間中学が設置される。
- 1936年 - 京都府立京都二中夜間中学と改称。
- 1943年4月 - 国民学校令等戦時特例により同校は廃止され、新たに中等学校令に基づく夜間中学校である京都府立上鳥羽中学校として開校。
- 1948年4月 - 学制改革により京都府立鳥羽高等学校と改称。
- 1948年10月15日 - 府下高等学校再編成によって廃校となり、新たに京都府立朱雀高等学校鳥羽分校（定時制）が設置される。在校生はそのまま鳥羽分校に移籍し、引き続き同地にて市立洛南中学校と校舎を共用する。

### 京都府立鳥羽高等学校（二代目）
- 1984年4月 - 市立洛南中の移転により、朱雀高校鳥羽分校の単独利用となっていた校地に新設校として開校。朱雀高校鳥羽分校は本校の定時制課程として移管統合される。
- 1985年4月 - 全日制普通科に第I類・第II類・第III類（体育系）を設置。
- 2003年 - 文部科学省より学力向上フロンティア・ハイスクールの指定を受ける。
- 2014年4月 - 全日制普通科の類型を廃止し、学科内コース制に変更。
- 2015年 - 文部科学省よりスーパーグローバルハイスクールの指定を受ける。
- 2016年4月 - 定時制普通科が単位制に移行。就学期間3年の三修制コースを新設。
- 2017年4月 - 全日制にグローバル科を新設。
- 2017年9月29日 - 管理棟（旧京都二中本館・1931年築）が京都府暫定登録有形文化財（建造物）の第1号として登録される。
- 2020年4月 - 全日制普通科が単位制に移行。

## 設置学科
- 全日制
  - 普通科
    - リベラルアーツコース
    - スポーツ・教養コース
    - スポーツ総合専攻コース

  - グローバル科
- 定時制
  - 普通科 - 成人特別入学者選抜の対象校として、20歳以上の生徒も受け入れている（募集定員の10％以内）。

## 部活動

### 野球部
本校は、旧京都二中が府立洛南高を経て閉鎖となった校地に、「その伝統を継承する学校」として1984年に設置された。再設置の経緯は定かではないが、第28回全国中等学校優勝野球大会準優勝メンバーで旧関西六大学野球連盟理事長を務めた黒田脩曰く、「公立高校では聞いたことない」形での再興だった。
野球部も開校と同時に創部され、体育系のコースを置いたこともあって2000年春（第72回）に出場するまでに力をつけた。この際、鳥羽高校の選抜出場回数を旧京都二中から合算して「53年ぶり」とするか、あくまで別の学校とみなして「初出場」とするか議論が分かれたが、最終的には選抜主催の毎日新聞社が全国高等学校野球選手権大会主催の朝日新聞社と協議の上で「53年ぶり出場」としてカウントすることとなった。ただし、OBの中には「継承校は継承校として、甲子園には初出場として新しく歴史をスタートさせたらええ」という声があったのも事実である。この年は、夏（第82回）にも出場し、「54年ぶり」とカウントされた。また、これを機に日本高等学校野球連盟が保管していた優勝旗レプリカや、民間の研究家が所有していた野球部記が鳥羽高校に移譲された。
また、15年ぶりに出場権を獲得した2015年夏（第97回）では主催者側の指名により、100年前の第1回大会優勝校ゆかりの学校として本校主将が開会式の選手宣誓を行った。
2012年春（第84回）以降は、ユニフォームの左袖に「KSMS（Kyoto Second Middle Schoolの頭文字）」の文字を入れている。
鳥羽高校野球部は、元メジャーリーガーで現在、オリックス・バファローズに所属する平野佳寿投手などを輩出している。

## アクセス
- 近鉄京都線東寺駅から約8分
- 東海道本線（JR京都線）西大路駅から約13分
- 京都市バス羅城門下車すぐ

## 関係者

### 著名な出身者
京都府立京都第二中学校
- 小西作太郎（朝日新聞社常務）
- 高山義三（京都市長）
- 駒井徳三（満州国参議府参議・初代総務長官（心得）、関東軍特務部長・統治部長）
- 松阪広政（司法大臣、検事総長）
- 田中伊三次（司法大臣、衆議院副議長、自治庁長官）
- 安原美穂（検事総長）
- 桃井直美（内務官僚、岐阜県知事、高知県知事）
- 山崎正男（陸軍少将）
- 上原重太郎（陸軍大尉）
- 増井禎夫（細胞生物学者）
- 小泉貞三（経済学者、関西学院大学名誉教授）
- 金子鷹之助（思想史家）
- 築山治三郎（東洋史学者）
- 中山健男（法学者）
- 菅原明朗（作曲家）
- 野村光一（音楽評論家）
- 廉想渉（小説家）
- 梅原龍三郎（洋画家）
- 大島渚（映画監督）
- 黒田脩（野球選手）

京都府立鳥羽高等学校
- 西川晃啓（お笑い芸人）
- 平野佳寿（メジャーリーグ投手）
- 後藤利幸（元ロッテ投手）
- 近澤昌志（元近鉄・楽天捕手）
- 宇良和輝（大相撲力士）
- 青柳勧（水球選手）
- 竹井昂司（水球選手）
- 辻（お笑い芸人）
- 長谷川琢真（映画監督）
- 春乃さくら（宝塚歌劇団宙組トップ娘役）

### 著名な教職員
- 柴田こずゑ（旧姓：田中、陸上短距離走選手）